# Andrena niveata
Andrena niveata là một loài ong trong họ Andrenidae. Loài này được Friese miêu tả khoa học đầu tiên năm 1887.